# لوئیز هنریکه دی سوزا سانتوس
لوئیز هنریکه دی سوزا سانتوس (به پرتغالی: Luiz Henrique de Souza Santos) مدافع اهل برزیل است که در شهر کامپوگرانده و در تاریخ ۲۳ سپتامبر ۱۹۸۲ به دنیا آمده‌است.
لوئیز هنریکه دی سوزا سانتوس در تیم‌های فوتبال Santo André سابقهٔ حضور دارد.